# Magliano Vetere
Magliano Vetere község (comune) Olaszország Campania régiójában, Salerno megyében.

## Fekvése
A megye központi részén fekszik. Határai: Felitto, Laurino, Monteforte Cilento, Orria és Stio.

## Története
Első említése a 12. századból származik. A következő századokban nemesi birtok volt. A 19. században nyerte el önállóságát, amikor a Nápolyi Királyságban felszámolták a feudalizmust.

## Népessége
A népesség számának alakulása:

## Főbb látnivalói
- Palazzo dei Trotta
- Palazzo dei Pasca
- Palazzo dei Lombardi
- Santa Maria Assunta-templom
- Santa Lucia-templom